# هارا هاتشي بون مي
هارا هاتشي بون مي (بالروماجي: Hara hachi bun me)، (腹八分目/はらはちぶんめ)، (أو هارا هاتشي بيو، بالروماجي: hara hachi bu، أو أحياناً تُكتب بخطأ إملائي هاري هاتشي بي يو، بالروماجي: hari hachi bu) هي كُنفُشيوسية تُعلم إرشاد الناس أن يأكلوا حتى يمتلئوا بنسبة 80 بالمئة، أي يكون شوره بالشبع بتلك النسبة، تقريباً في اللغة الإنجليزية تم ترجمة العبارة اليابانية إلى: “Eat until you are eight parts (out of ten) full” or “belly 80 percent full”. أي «الأكل حتى تُصبح ثمانية أجزاء (من أصل عشرة) كاملة» أو «البطن كاملة بنسبة 80 بالمئة»

## الأوكيناويين (Okinawans)
اعتباراً من أوائل القرن الحادي والعشرين، السكان الأوكناويين في اليابان هم السكان الوحيدون الذين لديهم عادة ذاتية تقييد السُعرات الحرارية، من خلال اتباعهم لممارسة هارا هاتشي بيو. إنهم يقومون بحساب استهلاكهم من السُعرات الحرارية بما يُقدر بحوالي 1800 إلى 1900 سعرة حرارية لكل يوم. ويبلغ مؤشر كتلة الجسم النموذجي (BMI) لكبار السن لديهم حوالي 18 إلى 22، مُقارنةً بنفس النموذج في الولايات المُتحدة بالنسبة لكبار السن فوق الستين عامًا حيث يصل إلى 26 أو 27. تمتلك أوكيناوا أعلى نسبة من المُعمرين على مستوى العالم، وذلك بمعدل 50 شخصًا لكل مئة ألف شخص.
ذكر عالم الكيمياء الحيوية (كلايڤ ماكاي)، و هو أستاذ في جامعة (كورنيل) في الثلاثيات من القرن العشرين، أن تقييد السُعرات الحرارية يُطيل الحياة في الحيوانات المُختبرية. المؤلفون (برادلي وكريغ ويلكوكس وماكوتو سوزوكي) يعتقدون بأن هارا هاتشي بيو قد يكون أحد أشكال تقييد السعرات الحرارية وبالتالي تمديد متوسط الأعمار المتوقعة للمُمارسين، كما يعتقدون أنه يُساعد في الحفاظ على متوسط مؤشر (BMI) مُنخفض للأوكناويين، ويُعتقد أن هذا يرجع إلى التأخير في مُستقبلات تمدد المعدة التي تُساعد في الإشارة إلى الشبع، ونتيجة عدم مُمارسة هذه المُمارسة هو امتداد دائم للمعدة والذي بدوره يزيد من كمية الطعام اللازم للشعور بالشبع.

Body mass index chart

## التأثير
في عام 1995م كتاب (الأعمدة الثلاثة للزين) اقتبس المؤلف (هاكون ياسوتاني) في مُحاضرته لمُبتدئي (زازن) كما أخبر طُلابه حول كتاب زازين يوجينكي (الاحطياطات الواجبة الاحتراز في زازن)، المكتوبة حوالي عام 1300م، التي تنصح المُمارسين بتناول حوالي ثُلثي طاقتهم، حيث ياسوتاني طُلابه بتناول ثمانين بالمئة من طاقتهم، وهو يُكرر المثل الياباني القائل «ثمانيةُ أجزاءٍ من معدةٍ كاملةً تُحافظُ على الرَجُل، الاثنان الآخرانِ يُخافظانِ على الطبيبْ».
حازت هذه المُمارسة على شعبية في الولايات المُتحدة من خلال مجموعة متنوعة من الكتب الحديثة عن النظام الغذائي وطول العمر.